# Szemelce
Szemelce (horvátul: Semeljci) falu és község Horvátországban, Eszék-Baranya megyében.

## Fekvése
Eszéktől légvonalban 24, közúton 28 km-re délre, Diakovártól 12 km-re északkeletre, Szlavónia középső részén, a Diakovári sík északi szélén, Farkasfalva, Kese és Karatna között, a Brana- és a Semeljčica-patakok partján fekszik. Szemelce mára teljesen összeépült a szomszédos Kesével.

## A község települései
A községhez közigazgatásilag Kese (Kešinci), Karatna (Koritna), Merzovics (Mrzović), Szemelce és Verbice (Vrbica) települések tartoznak.

## Története
A régészeti leletek tanúsága szerint Szemelce területe már az őskorban is lakott volt. Az itt talált újkőkori települést a Starčevo és a Sopot kultúra népe lakta, de megtalálták az urnamezős kultúra hamvasztásos temetőjét is. A leletek között csiszolással, fúrással faragással készített kőszerszámok, öntött bronztárgyak találhatók, melyek ma az iskola kis múzeumában tekinthetők meg.
Szemelcét nem említik a középkori oklevelek. Csánki Dezső esetlegesen a középkori Somogyka faluval azonosítja, melyet 1477-ben a Garai család birtokaként „Somoghka” alakban említenek. A török uralom idején már biztosan lakott volt, de nem tudni, hogy mi történt az itteni lakosságal. Tény, hogy a felszabadító harcok idején kihalt volt, de a török kiűzése után 1698-ban már újra lakott település. Lakói több hullámban menekültként érkeztek a faluba, mely a diakovári püspökség birtoka lett. Ogramić püspöktől különféle kiváltságokat, adómentességet kaptak. Ennek fejében hajdúkként a püspök testőrségében kellett szolgálniuk. 1702-ben Szemelcén 14, katolikusok lakta ház állt. A kedvező letelepedési feltételeknek köszönhetően gyorsan fejlődött és a 18. század közepére a diakovári püspöki uradalom egyik legnagyobb faluja lett. 1758-ban már 95 ház állt a településen, ebből 63 régi lakosoké, 32 pedig új jövevényeké volt. A falubeli hívek nagy száma miatt a püspök 1754-ben plébániát alapított a településen. A fejlődés a 19. század elejére megtorpant, melynek fő oka a kivándorlás és a pestisjárvány volt.
Az első katonai felmérés térképén „Szemelcze” néven található. Lipszky János 1808-ban Budán kiadott repertóriumában „Szemelcze” néven szerepel. Nagy Lajos 1829-ben kiadott művében „Szemelcze” néven 139 házzal, 842 katolikus vallású lakossal találjuk. A 19. század második felében 1860-tól Bácskából német és magyar családok települtek be. Ezzel a nemzetiségi összetétel lényegesen megváltozott.
A településnek 1857-ben 1058, 1910-ben 1646 lakosa volt. Verőce vármegye Diakovári járásának része volt. Az 1910-es népszámlálás adatai szerint lakosságának 72%-a horvát, 23%-a német, 5%-a magyar anyanyelvű volt. Az első világháború után 1918-ban az új szerb-horvát-szlovén állam, majd később (1929-ben) Jugoszlávia része lett. A partizánok 1944-ben elüldözték a német és a magyar lakosságot, a helyükre a háború után az ország különböző részeiről érkezett horvátok települtek. 1991-től a független Horvátországhoz tartozik. 1991-ben lakosságának 95%-a horvát nemzetiségű volt. 2011-ben a falunak 1285, a községnek összesen 4362 lakosa volt.

## Lakossága
| Lakosság változása | Lakosság változása | Lakosság változása | Lakosság változása | Lakosság változása | Lakosság változása | Lakosság változása | Lakosság változása | Lakosság változása | Lakosság változása | Lakosság változása | Lakosság változása | Lakosság változása | Lakosság változása | Lakosság változása | Lakosság változása |
| ------------------ | ------------------ | ------------------ | ------------------ | ------------------ | ------------------ | ------------------ | ------------------ | ------------------ | ------------------ | ------------------ | ------------------ | ------------------ | ------------------ | ------------------ | ------------------ |
| 1857               | 1869               | 1880               | 1890               | 1900               | 1910               | 1921               | 1931               | 1948               | 1953               | 1961               | 1971               | 1981               | 1991               | 2001               | 2011               |
| 1.058              | 1.161              | 1.150              | 1.402              | 1.506              | 1.646              | 1.628              | 1.677              | 1.786              | 1.726              | 1.869              | 1.731              | 1.533              | 1.509              | 1.558              | 1.285              |

## Gazdaság
A talaj humuszos, mely kiválóan alkalmas a mezőgazdasági termelésre, gyümölcs- és szőlőtermesztésre.
A PZ Osatina Semeljci a Horvát Köztársaság egyik legnagyobb mezőgazdasági vállalata. 2005-ös üzleti eredményeiért a Horvát Kereskedelmi Kamarától a nagyvállalatok kategóriájában megkapta az Arany Kuna díjat. A vállalat tevékenysége kiterjed a növénytermesztés, állati takarmánygyártás, gabonavásárlás, állattenyésztés, cirókseprű előállítása (az egyetlen ilyen üzem Horvátországban), állatorvosi szolgáltatások és a kereskedelem területére. Az ivankovói telepen több mint 4000 fejőstehénnel rendelkező tejüzem, az ország egyik legnagyobb és legmodernebb gazdasága működik. A cirókseprű az EU-országokba exportált egyedi termék. A vállalat székhelye Szemelcén van, de üzleti tevékenységüket még számos helyszínen végzik Vukovár-Szerém megyében.

## Nevezetességei
A Kisboldogasszony plébániatemplomot 1784 és 1788 között építették Szemelce és Kese között. A plébániát 1754-ben alapították.

## Kultúra
- A KUD „Lipa” Semeljci kulturális és művészeti egyesületet 1966-ban alapították.
- Az IPS „Semeljačke snaše” énekkart 2003-ban alapították.

## Oktatás
Az első iskolaépület 1786-ban épült a településen a mai önkiszolgáló üzlettel átellenben. Mivel az épület fából készült és szegényes volt, 1800-ban már felmerült az új épület iránti igény, mely végül 1833-ban épült fel. 1895 májusában az épületet lebontották, hogy októberben a tanulókat áthelyezzék az újabb iskolaépületbe, amely egészen 1976-ig, a mai iskolaépület felépítéséig iskolaként szolgált. Az épület mellett futballpályák, kézilabda és kosárlabdapályák, kerékpárospálya, úszómedence és egy multifunkcionális tornaterem létesült. A „Josip Kozarac” általános iskola ma mintegy 600 diákkal működik.

## Sport
- Az NK Polet Semeljci labdarúgóklub csapata a megyei 1. ligában szerepel.
- ZRŠU Semeljci sporthorgász egyesület

## Egyesületek
- A VZO Semeljci a község önkéntes tűzoltóegylete 2010-ben alakult a községhez tartozó települések tűzoltó egyesületeiből. Jelenleg összesen 435 taggal működik, melyből 60 tag az aktív bevethető állomány. Szemelce falu tűzoltó egyesületét 1892-ben alapították.
- LD „Zec” Semeljci vadásztársaság